# Pierre Cardin

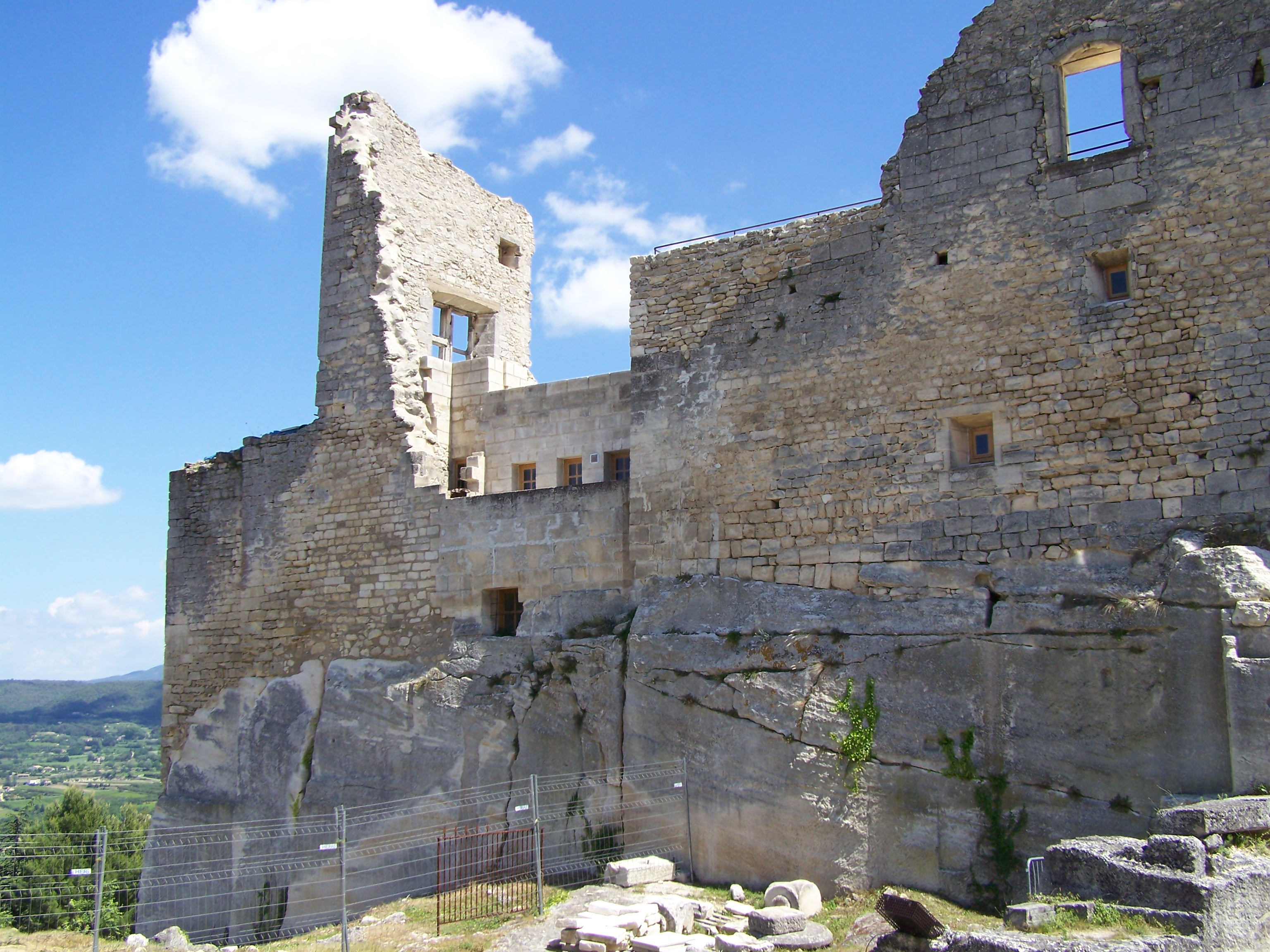
Château de Lacoste, köpt av Pierre Cardin 2001.

Pierre Cardin, född 2 juli 1922 i San Biagio di Callalta i provinsen Treviso i Veneto-regionen i norra Italien, död 29 december 2020 i Neuilly-sur-Seine utanför Paris, var en fransk-italiensk modeskapare, affärsman och mecenat, med ett modehus och ett varumärke som bär hans namn. Hans föräldrar var från Italien men emigrerade till Frankrike år 1924. Han studerade arkitektur och skapade sitt modehus 1950. Han är bland annat känd för sin avant garde-stil och sina futuristiska, rymdfartsinspirerade dräkter. Han sägs ha byggt upp sin världsomspännande verksamhet utan banklån.

## Kuriosa
Pierre Cardin köpte 2001 Château de Lacoste (tidigare kallat La Coste) i Provence i Frankrike.Slottet var ett av Markis de Sades tre residenser i Vaucluse. Efter en omfattande upprustning genom Pierre Cardins försorg anordnas här musikfestivaler, teaterföreställningar och konstutställningar.
Han ägde sedan 1981 en av världens mest berömda restauranger, Maxim's, etablerad i Paris 1893 och inredd i art déco-stil. Under hans styre har man skapat ett art nouveau-museum, som upptar tre våningsplan i samma byggnad.
Pierre Cardin formgav cirka 1963 The Beatles kraglösa dräkter. Bandets skräddare Douglas Millings anses vara inspirererad av honom.
Han formgav även scenkläder åt det svenska bandet The Spotnicks.

## Bildgalleri

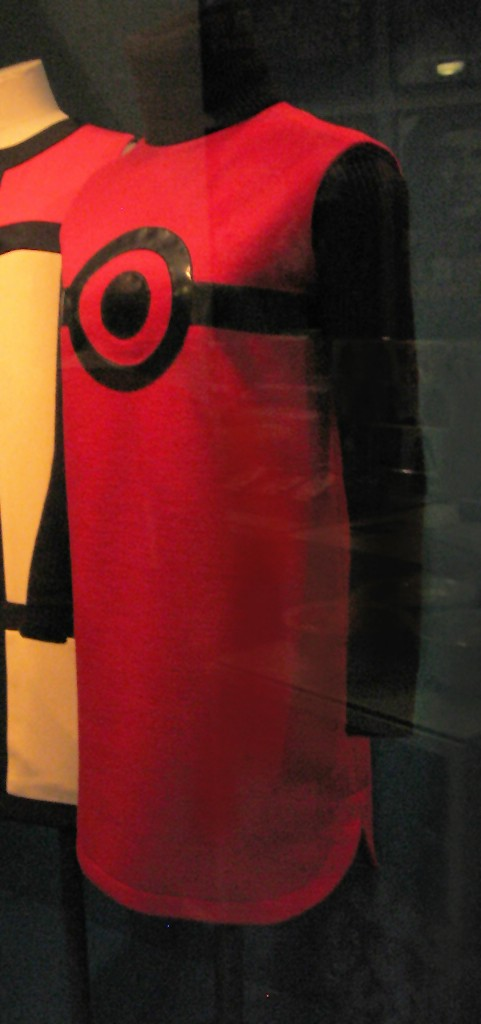
Cosmos-tunika och tröja, 1967
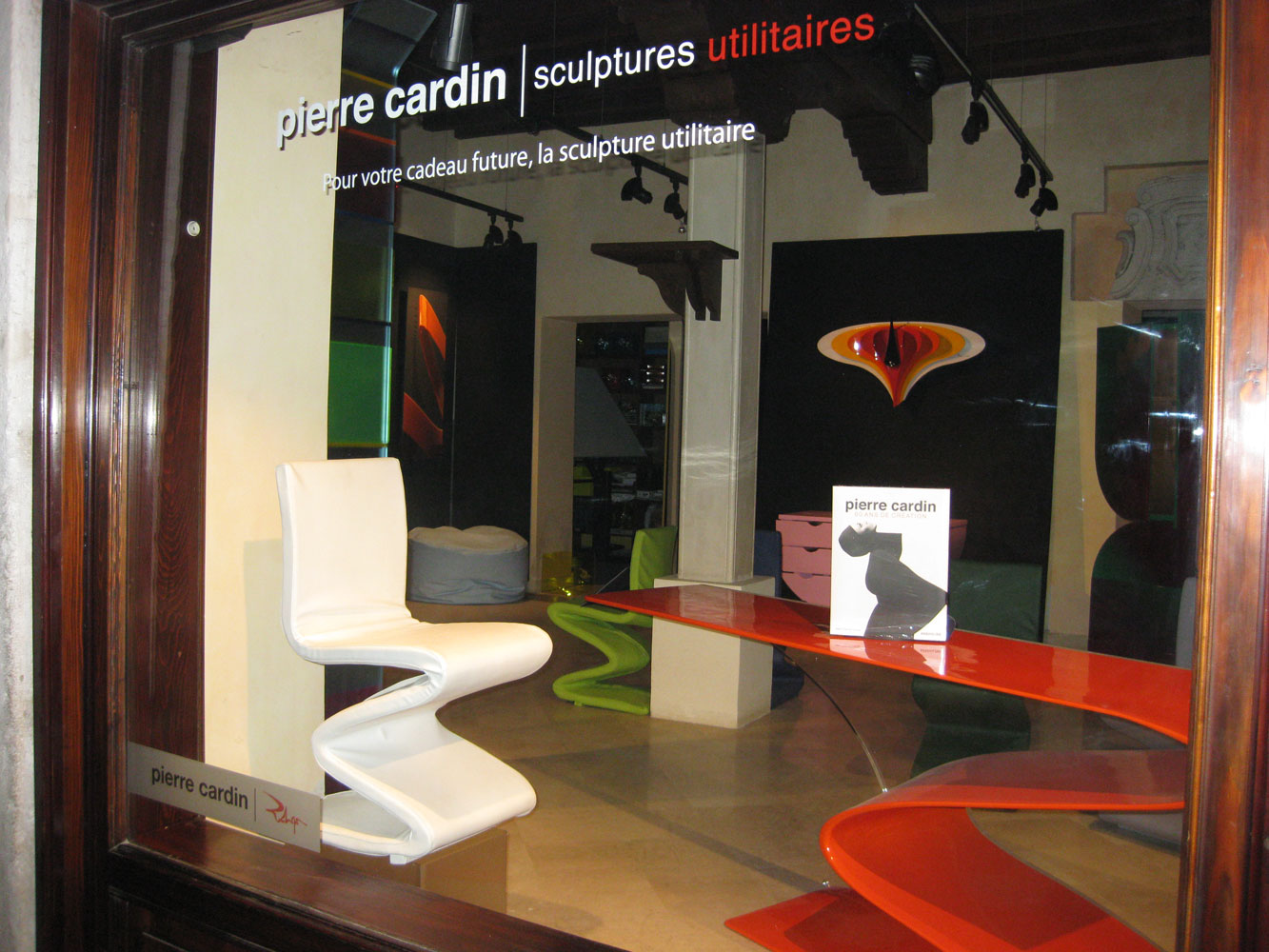
Exempel på Pierre Cardins skulpturala möbler
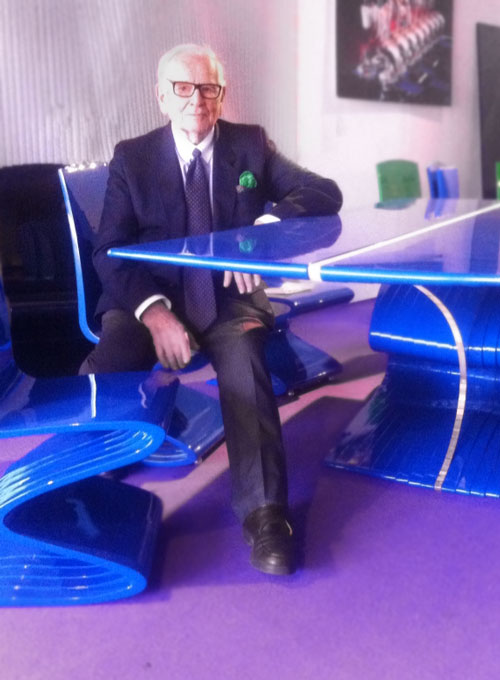
Pierre Cardin vid sitt bord och stol Cobra